# Северо-Европейская епархия
Северо-Европейская епа́рхия (рум. Episcopia Ortodoxă Română a Europei de Nord) — территориально-административная и каноническая структура Румынской православной церкви на территории северо-европейских стран.
Центр епархии — город Стокгольм, правящий архиерей — епископ Северо-Европейский Макарий (Дрэгой) (с 6 июля 2008 года).

## История епархии
22 октября 2007 года решением Синода Румынской православной церкви приходы Румынского патриархата на территории Швеции, Дании, Исландии, Норвегии и Финляндии были объединены в Северо-Европейскую епархию. Управляющим епархией был назначен епископ Северо-Европейский Макарий (Дрэгой), интронизация которого прошла в Стокгольме 6 июля 2008 года.

## Приходы
В Швеции
- В Стокгольме румынской общиной основаны приходы в честь святого великомученика Георгия Победоносца (район Vanadisplan), Успения Божией Матери (район Bredäng)[2], Свято-Троицкий и Иоанна Крестителя (в районе Solna).
- В Буросе (в честь свв. архангелов Михаила, Гавриила и Рафаила)[3],
- В Гётеборге (в честь Святого Духа),
- На Готланде (в честь свт. Николая),
- В Хальмстаде,
- В Хельсингборге,
- В Хиллерстурпе,
- В Йёнчёпинге (в честь Покрова Божией Матери)[4],
- В Кристианстаде (в честь архидиаконов Стефана и Лаврентия)[5],
- В Линчёпинге (в честь Георгия Победоносца),
- В Мальмё (в честь Святого Духа),
- В Эребру,
- В Сёльвесборг (в честь святых мучеников Афанасия, Василия)[6],
- В Умео,
- В Уппсала (в честь Трёх Святителей),
- В Вестеросе (в честь свв. Константина и Елены)
- В Векшё (в честь Воздвижения Креста).